# Hannes Vogler
Hannes Vogler (* 19. Mai 1955 in Wien) ist ein österreichischer Autor und Lehrer.

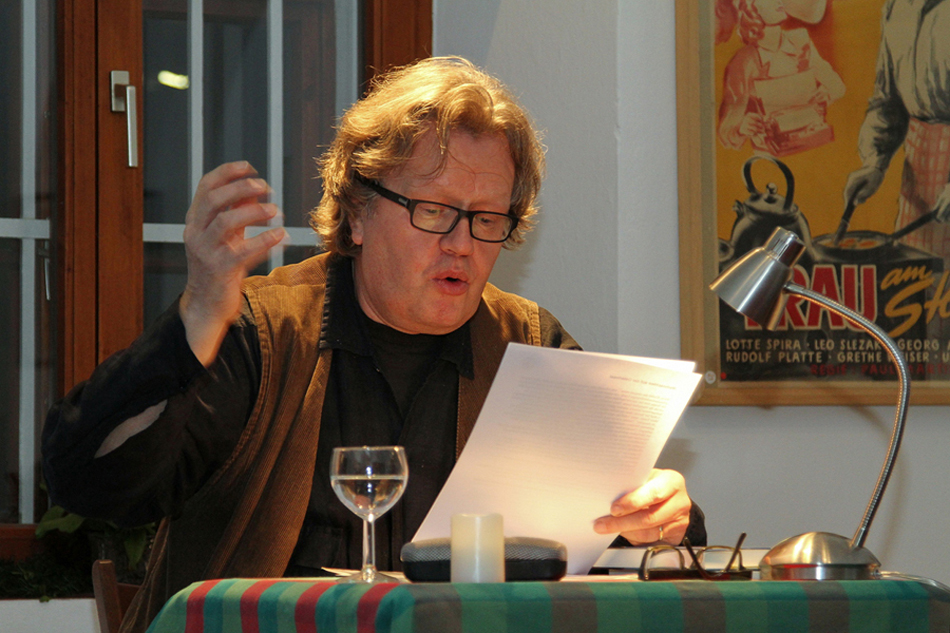
Hannes Vogler bei einer Lesung im Kotter (Groß-Enzersdorf, 2015)

## Leben und Wirken
Hannes Vogler wuchs in Gloggnitz auf, studierte an der Universität Wien Geografie und Germanistik (Mag. phil.) und unterrichtete seit 1980, zunächst an der HTBLuVA Wien 5 Spengergasse in Wien und von 2003 bis 2020 an einem Universitätslehrgang für ausländische Studierende.
Er lieferte Beiträge für mehrere Wiener Kabarettgruppen (u. a. Menubeln, HosenTräger Unltd., Giftzwerge), vor allem war bzw. ist er ständiger Coautor der Kabarettisten I Stangl (1981–2019) und Mike Supancic (seit 1998), mit denen er seither mehr als 30 Solo-Programme schrieb, für die beide u. a. mit dem Salzburger Stier ausgezeichnet wurden.
Daneben verfasste er vorwiegend satirische Bücher, Theaterstücke sowie Kolumnen (u. a. für die Magazine Extrablatt und Solidarität).

## Trivia
Hannes Vogler war und ist auch politisch und kulturpolitisch aktiv, u. a. in den 1980er Jahren als niederösterreichischer Vorsitzender und stellvertretender Bundesvorsitzender für die Junge Generation (SPÖ) sowie im Rahmen von Bürgerinitiativen und Kleinverlagen.
1999 bis 2001 trat er auch selbst als Kabarettist auf und präsentierte gemeinsam mit I Stangl das Duo-Programm Männer sind bessere Indianer!
Im Frühjahr 2016 durchbrach der von Mike Supancic und ihm geschriebene Lagerhaus Reggae auf YouTube die 2-Millionen-Klick-Marke und ist mit derzeit (Stand: Mai 2022) mit mehr als 3,4 Millionen Klicks der am häufigsten angeklickte österreichische Kabarett-Song.

## Werke

### Bücher
- Gastritis Blues oder: Die Unfähigkeit zum Glücklichsein. Memoiren aus der Gegenwart (Mit Illustrationen von Erich Eibl, 1985)
- Vorschläge zur Weltverbesserung (Satiren, 1994)
- Carto(o)nes. Wenn Noten sprechen könnten... (1998)
- Endlich Strache. Eine Reportage aus der Zukunft (Mit I Stangl, 2009)
- Ich, Carlo-Enrico Grassa. Eine sizilianische Biografie (Mit I Stangl, 2011)
- Siegreich reisen. Durch 99 Fettnäpfe rund um die Welt (Mit Illustrationen von Erich Eibl, 2012)
- Ausdensolos. 222 Sager von A bis Z (Mit I Stangl, 2014)
- Schweinsbuben, Koker Koler und Michi Maus. Deutsch redet die Welt! (Mit I Stangl, 2015)
- GolfZoff. Ein satirisches Duell (Mit I Stangl und Robert Lirsch, 2016)
- Männer. Ein Buch für Frauen (Mit I Stangl, 2016)
- Geschichten vom Lehrer V. (2022)

### Theaterstücke
- Pippi Langstrumpf. Das Musical (Musik: Wolfgang Tockner, UA: 1996)
- Papageno & der kleine Mozart (Kindermusical, Musik: Klaus Gröll, UA: 1998)
- Wir haben alles, nur kein Geld (Komödie, mit Gerald Bichinger, UA: 2002, schweizerdeutsch u.d.T.: Mir hend alles, nome kei Gäld!, UA: 2006)
- Single mit 4 Frauen (Komödie, mit I Stangl, UA: 2011)
- Büro Brutal (Komödie, mit I Stangl, UA: 2013)
- Bundesland Kistlreich (Kabarett, Folk & Blues rund um das Weinviertel, mit der Folkgruppe Beerenwerte Gesellschaft, Rainer Friedl & K.H. Vinkov, 2022)

### Als Herausgeber (Auswahl)
- Mödlinger Lesebuch. Annäherungen an eine Kleinstadt (Co-Hg., 1985)
- Ätzwerk. Patriot-weiß-rote Satire (Co-Hg., 1987)
- Unten durch über drüber. Den Semmering entlang (Co-Hg., 1992)
- 2301. Groß-Enzersdorf und seine Dörfer (Co-Hg., 2014)